# Carrione
Il Carrione è un breve corso d'acqua della Toscana nord-occidentale che sfocia nel mar Ligure.

## Percorso
Il Carrione propriamente detto nasce presso la frazione carrarese di Colonnata, alle pendici delle Alpi Apuane, dall'unione delle acque di due canaloni, la fossa dei Maggi e il canale della Freddona. Incanalato in una stretta valle contornata dalle caratteristiche cave marmifere, il torrente scorre verso ovest, lambendo le frazioni carraresi di Bedizzano e Miseglia, per poi entrare nel tessuto urbano di Carrara. Qui, circondato da caseggiati e industrie, riceve in destra orografica il fosso di Torano e il torrente Gragnana, dopodiché vira verso sudovest, bagnando i quartieri periferici della città apuana. Entrato nella pianura costiera, il Carrione interseca in successione la SS1 Aurelia e la ferrovia Genova-Pisa, per poi attraversare la popolosa frazione di Avenza. Superata anche quest'ultima località, il corso d'acqua interseca l'autostrada A12 e lambisce la località di Marina di Carrara, sfociando infine nel mar Ligure.

## Regime idrografico
Il Carrione presenta un carattere torrenziale e una portata instabile, nonché fortemente mutevole nel corso delle stagioni. Il bacino imbrifero di raccolta acque del torrente è di 46,6 km2.

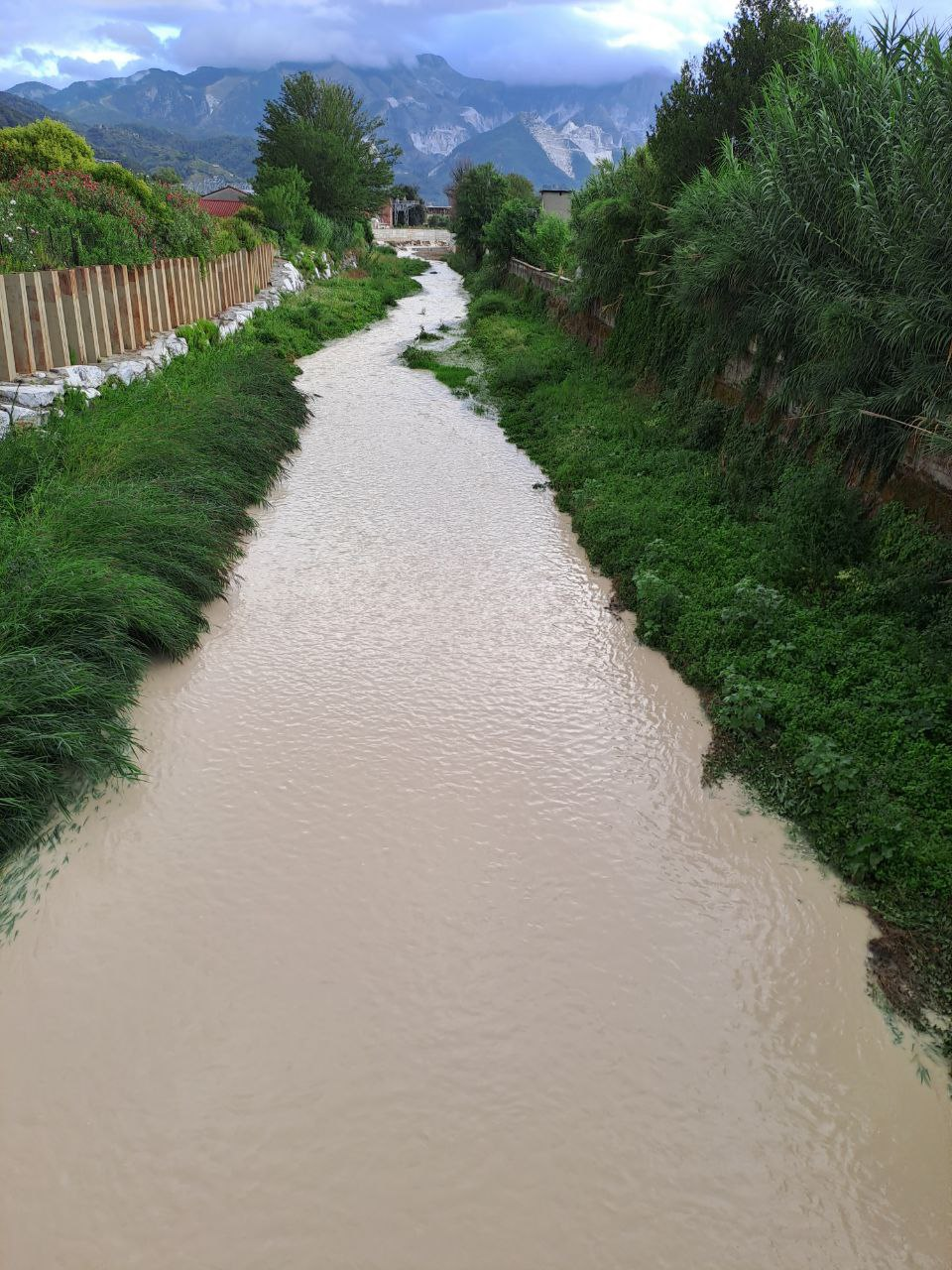
Il torrente Carrione invaso da marmettola, il 28/08/2023

Si caratterizza per il colore biancastro dei ciottoli del suo letto di scorrimento e per le sue acque spesso lattiginose: ciò è dovuto alla marmettola, ovvero la polvere di marmo proveniente dai tanti ravaneti situati a monte sulle creste delle Alpi Apuane, conseguenza dell'estrazione e della lavorazione di tale materiale che avviene da secoli su queste montagne. Contro gli impatti ambientali di tale sversamento si batte il movimento No Cav.

## Eventi alluvionali

### 23 settembre 2003
Nella serata del 23 settembre 2003 un violentissimo nubifragio si abbatté su gran parte della provincia di Massa-Carrara e, in particolare, sulle Alpi Apuane alle spalle della città di Carrara: nell'arco di appena due ore e mezza venne scaricata una quantità straordinaria di precipitazioni, pari a oltre 200 millimetri.
In breve, il bacino del Carrione saturò, straripando in vari punti lungo il suo corso principale.
Ad essere investito per primo dalla piena fu parte del centro storico della città di Carrara, dove il fiume, esondando, allagò le strade adiacenti con quasi due metri d'acqua, trascinando via decine di autovetture e causando la morte di una donna.
Successivamente, la piena investì gran parte della frazione di Avenza, per poi estendersi lungo viale XX Settembre sino alla zona di Marina di Carrara presso la foce.

### 1º novembre 2010
In seguito a forti piogge, il Carrione, nella zona di Carrara, si ingrossa ed erode fino a farla crollare una palazzina, le cui fondamenta appoggiavano sul greto del fiume 

### 11 novembre 2012
Un forte nubifragio investe tutto il territorio con precipitazioni superiori ai 200 mm in due ore, dovuto ad un sistema temporalesco V-Shaped che insistette a lungo sulla medesima zona. Si conteranno accumuli prossimi ai 300 mm nelle colline appena retrostanti la città. Esondazione dei torrenti, zone sotto un metro di acqua per diversi giorni, numerose frane, 5000 abitazioni colpite e 300 sfollati. Acqua non potabile in alcuni quartieri e black out elettrici. Un morto per infarto causato dall'onda di acqua che stava invadendo la cantina.

### 28 novembre 2012
Un nubifragio investe la costa tra Carrara e il comune di Ortonovo al confine tra Liguria e Toscana. A distanza di due settimane dall'alluvione dell'11 novembre, un nuovo forte temporale si abbatte sulle medesime zone, ad esclusione della parte orientale del Massese. Esondazione dei torrenti Carrione e Parmignola, che hanno arrecato ulteriori danni, a zone già in sofferenza e la chiusura della Statale Aurelia tra Massa e Sarzana. Intere zone abitate risultano allagate da mezzo metro di acqua. Elevati gli accumuli pluviometrici:40 mm in 15 minuti,109 mm in 45 minuti, 134 mm in 60 minuti, fino ad un complessivo accumulo di 200 mm in quasi due ore.

### 5 novembre 2014
Mercoledì 5 novembre 2014, a seguito di forti piogge cadute nella notte su tutto il territorio comunale, l'argine destro è crollato all'altezza di Avenza causando una falla di oltre 150 metri. Problemi di tenuta dell'argine e vistose crepe erano state segnalate al sindaco di Carrara Angelo Zubbani sia dai cittadini residenti in quell'area sia dai Vigili del Fuoco di Massa che avevano redatto una relazione il cui contenuto fu divulgato dalla nota trasmissione "Le iene". Il fiume ha quindi invaso le strade fino a raggiungere il centro di Marina di Carrara. Il livello dell'acqua in certe zone della città ha superato il metro e mezzo, causando un black out e costringendo almeno 300 persone a evacuare le case.